# Chamoy
Chamoy és un municipi francès situat al departament de l'Aube i a la regió del Gran Est. L'any 2007 tenia 469 habitants.

## Demografia

### Població
El 2007 la població de fet de Chamoy era de 469 persones. Hi havia 190 famílies de les quals 40 eren unipersonals (24 homes vivint sols i 16 dones vivint soles), 77 parelles sense fills, 65 parelles amb fills i 8 famílies monoparentals amb fills.
La població ha evolucionat segons el següent gràfic:
Habitants censats

### Habitatges
El 2007 hi havia 226 habitatges, 190 eren l'habitatge principal de la família, 27 eren segones residències i 9 estaven desocupats. 220 eren cases i 2 eren apartaments. Dels 190 habitatges principals, 156 estaven ocupats pels seus propietaris, 30 estaven llogats i ocupats pels llogaters i 3 estaven cedits a títol gratuït; 1 tenia una cambra, 6 en tenien dues, 31 en tenien tres, 57 en tenien quatre i 95 en tenien cinc o més. 143 habitatges disposaven pel capbaix d'una plaça de pàrquing. A 75 habitatges hi havia un automòbil i a 100 n'hi havia dos o més.

### Piràmide de població
La piràmide de població per edats i sexe el 2009 era:
| Homes | Edats   | Dones |
| ----- | ------- | ----- |
| 0     | 95 o +  | 0     |
| 0     | 90 a 94 | 4     |
| 0     | 85 a 89 | 8     |
| 0     | 80 a 84 | 4     |
| 12    | 75 a 79 | 16    |
| 8     | 70 a 74 | 12    |
| 8     | 65 a 69 | 8     |
| 16    | 60 a 64 | 4     |
| 8     | 55 a 59 | 4     |
| 4     | 50 a 54 | 12    |
| 32    | 45 a 49 | 24    |
| 12    | 40 a 44 | 16    |
| 16    | 35 a 39 | 12    |
| 24    | 30 a 34 | 20    |
| 8     | 25 a 29 | 16    |
| 4     | 20 a 24 | 8     |
| 20    | 15 a 19 | 16    |
| 4     | 10 a 14 | 8     |
| 8     | 5 a 9   | 16    |
| 16    | 0 a 4   | 32    |

## Economia
El 2007 la població en edat de treballar era de 308 persones, 237 eren actives i 71 eren inactives. De les 237 persones actives 217 estaven ocupades (125 homes i 92 dones) i 20 estaven aturades (8 homes i 12 dones). De les 71 persones inactives 31 estaven jubilades, 16 estaven estudiant i 24 estaven classificades com a «altres inactius».

### Ingressos
El 2009 a Chamoy hi havia 197 unitats fiscals que integraven 483 persones, la mediana anual d'ingressos fiscals per persona era de 18.627 €.

### Activitats econòmiques
Dels 13 establiments que hi havia el 2007, 1 era d'una empresa alimentària, 2 d'empreses de fabricació d'altres productes industrials, 4 d'empreses de construcció, 2 d'empreses de comerç i reparació d'automòbils, 2 d'empreses de transport, 1 d'una empresa d'hostatgeria i restauració i 1 d'una empresa de serveis.
Dels 5 establiments de servei als particulars que hi havia el 2009, 1 era una oficina de correu, 2 fusteries, 1 lampisteria i 1 restaurant.
L'únic establiment comercial que hi havia el 2009 era una fleca.
L'any 2000 a Chamoy hi havia 15 explotacions agrícoles que ocupaven un total de 1.360 hectàrees.

## Equipaments sanitaris i escolars
El 2009 hi havia una escola elemental integrada dins d'un grup escolar amb les comunes properes formant una escola dispersa.

## Poblacions més properes
El següent diagrama mostra les poblacions més properes.